# هانشین الکتریک ریلوی
هانشین الکتریک ریلوی (انگلیسی: Hanshin Electric Railway) شرکت ترابری ریلی ژاپنی است، که در سال ۱۹۰۵ تأسیس شد.